# Hydrovatus agathodaemon
Hydrovatus agathodaemon är en skalbaggsart som beskrevs av Olof Biström 1997. Hydrovatus agathodaemon ingår i släktet Hydrovatus och familjen dykare. Inga underarter finns listade i Catalogue of Life.